# Karel Sáblík
Karel Sáblík (24. ledna 1871 Slavkovice – 16. prosince 1932 Praha) byl český a československý politik, meziválečný poslanec a senátor Národního shromáždění za Republikánskou stranu československého venkova (od roku 1922 Republikánská strana zemědělského a malorolnického lidu).

## Biografie
Narodil se 24. ledna 1871 jako syn rolníka. Po vychození obecné školy ve Slavkovicích a měšťanské školy v Novém Městě na Moravě odešel na dvouletou hospodářskou školu do Velkého Meziříčí. Věnoval se veřejné práci, hlavně politické a hospodářské.
Politicky aktivní byl již za Rakouska-Uherska. Ve volbách do Říšské rady roku 1907 se stal poslancem Říšské rady (celostátní parlament), kam byl zvolen za český okrsek Morava 25 (okresy Nové Město, Bystřice a Velké Meziříčí). Usedl do poslanecké frakce Klub českých agrárníků. Ve vídeňském parlamentu setrval do konce funkčního období sněmovny, tedy do roku 1911.

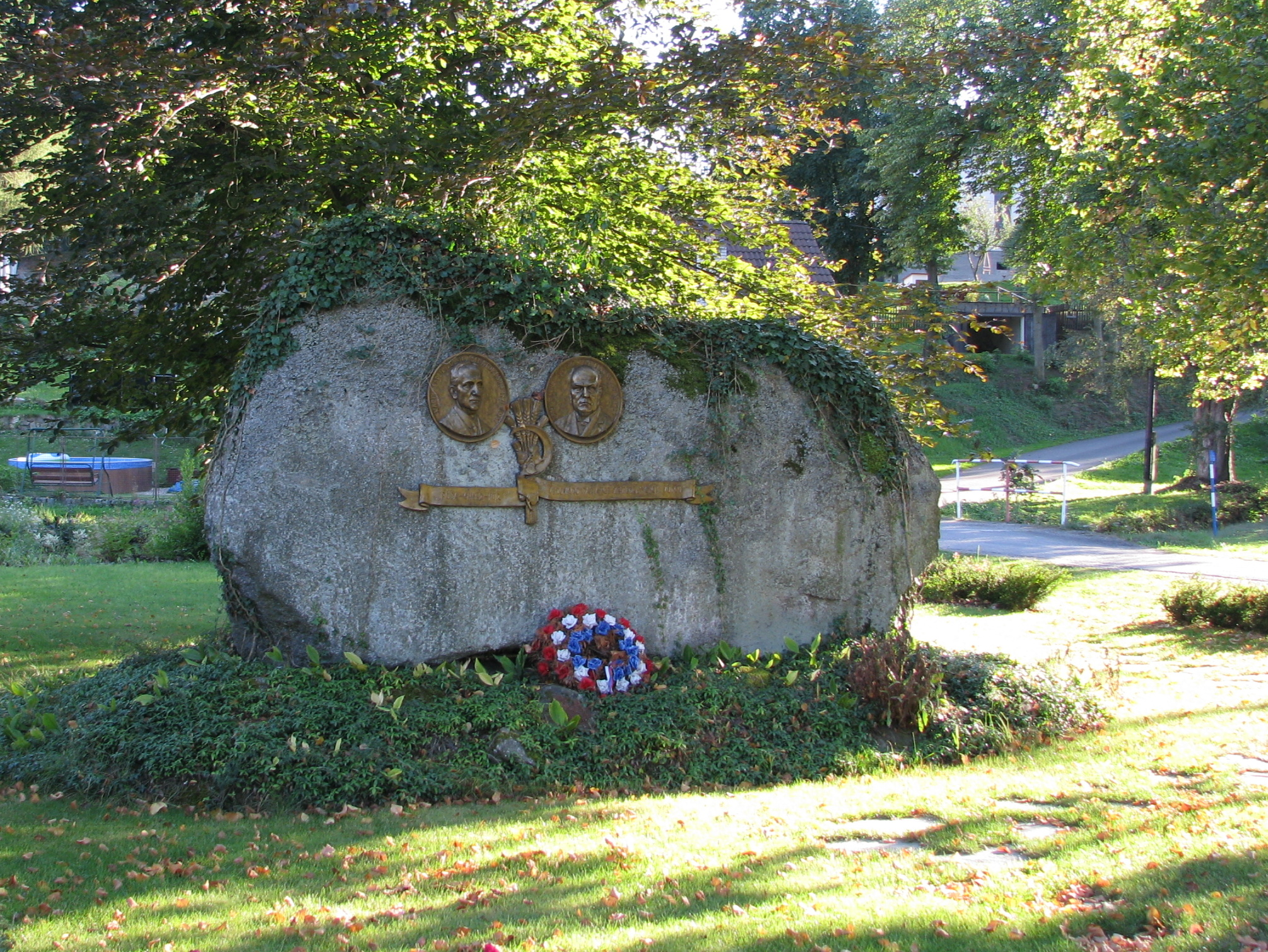
Pomník Karla Sáblíka a Antonína Švehly v Slavkovicích.

V zemských volbách roku 1913 byl zvolen na Moravský zemský sněm za českou městskou kurii, obvod Žďár a Nové Město. Podle jiného zdroje byl zemským poslancem již od roku 1911. Angažoval se při zakládání lokálních agrárních spolků. Byl předsedou Hospodářského družstva ve Žďáru na Moravě, předsedou Družstva pro zušlechtění hospodářských zvířat a plodin v Bystřici nad Pernštejnem nebo předsedou Zemědělského svazu okresů na Horácku. Zastával post člena Československé akademie zemědělské a v Novém Městě na Moravě vydával list Horácké listy.
Od roku 1918 zasedal v československém Revolučním národním shromáždění. V parlamentních volbách v roce 1920 získal za agrárníky senátorské křeslo v Národním shromáždění. Mandát obhájil v parlamentních volbách v roce 1925 a parlamentních volbách v roce 1929. V senátu zasedal do své smrti roku 1932. Pak za něj jako náhradník nastoupil Jan Měchura.
Byl profesí rolníkem.
Zemřel náhle v prosinci 1932 ve voze elektrických drah v Praze.